# Titularbistum Ucres
Das Bistum Ucres (lateinisch Dioecesis Ucrensis) ist ein Titularbistum der römisch-katholischen Kirche.
Es geht zurück auf einen untergegangenen Bischofssitz in der gleichnamigen antiken Stadt, die in der römischen Provinz Africa proconsularis (heute nördliches Tunesien) lag. Der Bischofssitz war der Kirchenprovinz Karthago zugeordnet.
| Titularbischöfe von Ucres |                               |                                                     |                   |                 |
| Nr.                       | Name                          | Amt                                                 | von               | bis             |
| 1                         | Franz Hoowaarts SVD           | Apostolischer Vikar von Tsaochowfu (Republik China) | 12. November 1934 | 11. April 1946  |
| 2                         | Bernard Denis Stewart         | Koadjutorbischof von Sandhurst (Australien)         | 12. Dezember 1946 | 18. August 1950 |
| 3                         | Antônio Batista Fragoso       | Weihbischof in São Luís do Maranhão (Brasilien)     | 13. März 1957     | 28. April 1964  |
| 4                         | Antulio Parrilla-Bonilla SJ   | Weihbischof in Caguas (Puerto Rico)                 | 25. Mai 1965      | 3. Januar 1994  |
| 5                         | Guillermo Rodríguez-Melgarejo | Weihbischof Buenos Aires (Argentinien)              | 25. Juni 1994     | 30. Mai 2003    |
| 6                         | Edgar Moreira da Cunha SDV    | Weihbischof in Newark (USA)                         | 27. Juni 2003     | 3. Juli 2014    |
| 7                         | Roy Edward Campbell           | Weihbischof in Washington (USA)                     | 8. März 2017      |                 |